# Tour dos Alpes
O Tour dos Alpes é uma prova de ciclismo por etapas italiana e austriaca que se disputa ao norte de Itália na região de Trentino-Alto Ádige e no estado de Tirol ao sul de Áustria no mês de abril.
Até o 2016 a prova recebeu o nome de Giro do Trentinoao ser uma corrida organizada na Itália e conquanto algumas etapas terminavam em território austriaca, para 2017 os organizadores da prova decidem aprofundar a colaboração com os seus vizinhos no estado de Tirol, pelo qual a prova muda de nome ao de Tour dos Alpes.
Muitos ciclistas usam esta corrida como preparação para o Giro d'Italia, que se disputa em maio. Actualmente disputa-se sobre cinco etapas. O líder da prova identifica-se com um maillot fuscia: .
A prova conta com uma versão feminina denominada como Giro do Trentino Alto Adige-Südtirol.

## História
A primeira edição da prova foi no ano 1962 e foi vencida por Enzo Moser. Disputou-se uma edição mais ao ano seguinte e depois deixou de celebrar-se até 1979.
No ano 1986 a prova denominou-se Coppa Itália e foi uma corrida por equipas, que ganhou a equipa italiana Carrera.
Desde a criação dos Circuitos Continentais UCI em 2005, está integrada no UCI Europe Tour, primeiro na categoria 2.1 e desde 2011 ascendeu à 2.hc (máxima categoria destes circuitos).

## Palmarés
| Ano                              | Vencedor                  | Segundo                  | Terceiro                 |
| -------------------------------- | ------------------------- | ------------------------ | ------------------------ |
| Giro do Trentino                 |                           |                          |                          |
| 1962                             | Enzo Moser                | Alcide Cerato            | Gaetano Sarazin          |
| 1963                             | Guido De Rosso            | Franco Cribiori          | Ercole Baldini           |
| 1964-1978 edições não disputadas |                           |                          |                          |
| 1979                             | Knut Knudsen              | Francesco Moser          | Roger De Vlaeminck       |
| 1980                             | Francesco Moser           | Tommy Prim               | Gianbattista Baronchelli |
| 1981                             | Roberto Visentini         | Francesco Moser          | Giovanni Mantovani       |
| 1982                             | Giuseppe Saronni          | Francesco Moser          | Gianbattista Baronchelli |
| 1983                             | Francesco Moser           | Bruno Leali              | Emanuele Bombini         |
| 1984                             | Franco Chioccioli         | Emanuele Bombini         | Luciano Loro             |
| 1985                             | Harald Maier              | Silvano Contini          | Gerhard Zadrobilek       |
| 1986                             | Carrera-Inoxpran          | Del Tongo-Colnago        | Atala-Ofmega             |
| 1987                             | Claudio Corti             | Gianbattista Baronchelli | Tony Rominger            |
| 1988                             | Urs Zimmermann            | Tony Rominger            | Helmut Wechselberger     |
| 1989                             | Mauro-Antonio Santaromita | Claudio Chiappucci       | Luca Gelfi               |
| 1990                             | Gianni Bugno              | Piotr Ugrumov            | Leonardo Sierra          |
| 1991                             | Leonardo Sierra           | Massimiliano Lelli       | Stephen Hodge            |
| 1992                             | Claudio Chiappucci        | Roberto Conti            | Zenon Jaskuła            |
| 1993                             | Maurizio Fondriest        | Claudio Chiappucci       | Leonardo Sierra          |
| 1994                             | Moreno Argentin           | Evgeni Berzin            | Francesco Casagrande     |
| 1995                             | Heinz Imboden             | Mariano Piccoli          | Francesco Frattini       |
| 1996                             | Wladimir Belli            | Enrico Zaina             | Nelson Rodríguez Serna   |
| 1997                             | Luc Leblanc               | Pavel Tonkov             | Leonardo Piepoli         |
| 1998                             | Paolo Savoldelli          | Dario Frigo              | Francesco Casagrande     |
| 1999                             | Paolo Savoldelli          | Gilberto Simoni          | Marco Pantani            |
| 2000                             | Simone Borgheresi         | Niklas Axelsson          | Paolo Savoldelli         |
| 2001                             | Francesco Casagrande      | Leonardo Piepoli         | Raimondas Rumšas         |
| 2002                             | Francesco Casagrande      | Julio Alberto Pérez      | Gilberto Simoni          |
| 2003                             | Gilberto Simoni           | Stefano Garzelli         | Tadej Valjavec           |
| 2004                             | Damiano Cunego            | Jure Golčer              | Gilberto Simoni          |
| 2005                             | Julio Alberto Pérez       | Jevgeni Petrov           | Sergio Ghisalberti       |
| 2006                             | Damiano Cunego            | Luca Mazzanti            | Eddy Ratti               |
| 2007                             | Damiano Cunego            | Michele Scarponi         | Luca Mazzanti            |
| 2008                             | Vincenzo Nibali           | Stefano Garzelli         | Domenico Pozzovivo       |
| 2009                             | Ivan Basso                | Janez Brajkovič          | Przemysław Niemiec       |
| 2010                             | Alekszandr Vinokurov      | Riccardo Riccò           | Domenico Pozzovivo       |
| 2011                             | Michele Scarponi          | Tiago Machado            | Luca Ascani              |
| 2012                             | Domenico Pozzovivo        | Damiano Cunego           | Sylwester Szmyd          |
| 2013                             | Vincenzo Nibali           | Mauro Santambrogio       | Maxime Bouet             |
| 2014                             | Cadel Evans               | Domenico Pozzovivo       | Przemysław Niemiec       |
| 2015                             | Richie Porte              | Mikel Landa              | Leopold König            |
| 2016                             | Mikel Landa               | Tanel Kangert            | Jakob Fuglsang           |
| Tour dos Alpes                   |                           |                          |                          |
| 2017                             | Geraint Thomas            | Thibaut Pinot            | Domenico Pozzovivo       |
| 2018                             | Thibaut Pinot             | Domenico Pozzovivo       | Miguel Ángel López       |
| 2019                             | Pavel Sivakov             | Tao Geoghegan Hart       | Vincenzo Nibali          |
| 2021                             | Simon Yates               | Pello Bilbao             | Aleksandr Vlasov         |
| 2022                             | Romain Bardet             | Michael Storer           | Thymen Arensman          |
| 2023                             | Tao Geoghegan Hart        | Hugh Carthy              | Jack Haig                |
| 2024                             | Juan Pedro López          | Ben O'Connor             | Antonio Tiberi           |
| 2025                             |                           |                          |                          |

Nota: A edição 1986 correu-se por equipas de 4 corredores.

## Palmarés por países
Atualizado após edição de 2023
| País        | Vitórias |
| ----------- | -------- |
| Itália      | 29       |
| França      | 3        |
| Reino Unido | 3        |
| Suíça       | 2        |
| Austrália   | 2        |
| Áustria     | 1        |
| Cazaquistão | 1        |
| México      | 1        |
| Noruega     | 1        |
| Venezuela   | 1        |
| Espanha     | 1        |
| Rússia      | 1        |